# سيفاي
سيفاي (بالهندية: सेवई - شافيج) (بلغة الكانادا: ಶಾವಿಗೆ - سانثاكاي)، (بلغة غرب تاميل نادو: சந்தகை - سائميا)، هي شعيرية وهي نوع من شعيرية الأرز شائعة في شمال الهند كـحلوى، بينما هي واسعة الانتشار في تاميل نادو، كارناتاكا وبعض أجزاء من ولاية كيرالا كـوجبة خفيفة. بينما تكون عادةً مصنوعة من الأرز، يمكن أيضًا العثور على أصناف مصنوعة من حبوب غذائية أخرى مثل القمح، الراغي وغيرها. سيفاي شائعة كـحلوى في بيهار، وفي أوتربراديش كـحلوى بعد العشاء.

## التحضير:[6]
يتم تحضير سيفاي في الغالب طازجًا بدءًا من حبوب الأرز. يتم تحضيره أيضًا من عبوات سيفاي المجففة (أو أعواد الأرز) مثل تلك الفورية في متاجر البقالة الآسيوية. تقليديا، يتكون صنع سيفاي في المنزل من الخطوات التالية (مع اختلافات طفيفة على أساس الموقع والعادات العائلية):
- نقع الأرز الـمسلوق جزئياً في الماء البارد لمدة 3 ساعات.
- طحن الأرز المنقوع باستخدام طاحونة رطبة للحصول على عجينة ناعمة.
- صنع دامبلنغ من عجينة الأرز، وتبخير القطع (تُعرف ثلاثة إختلافات على الأقل في هذه الخطوة على النحو التالي):
  - تقليب سريع للعجينة على النار، فُتصبح عجينة خبز، صنع دامبلنغ(وتسمى أيضًا: كوزوكوتايس، ثم التبخير في نفس الوعاء المستخدم لصنع إدلى).
  - تشكيل العجينة وصبها في الوعاء المستخدم لصنع إدلى، والتبخير بنفس الطريقة.
  - تقليب سريع للعجينة على النار، فُتصبح عجينة خبز، صنع دامبلنغ، ثم إسقاطها في الماء المغلي، حتى تمام الطهي.
  - تقليب سريع للعجينة على النار، فُتصبح عجينة خبز، وصُنع كرات متوسطة الحجم من العجين، وتمرريها من خلال مكبس سيفاي، في الوعاء المستخدم لصنع إدلى، ثم تبخيرها.
- ضغط دامبلنغ المطبوخة في خيوط رفيعة باستخدام مكبس سيفاي.

## مكونات:[7]
يتم صنع سيفاي المحلية غالبا من الأرز 100٪ (بالإضافة إلى الماء والملح)، بينما قد تحتوى عصي الأرز الجافة غالباً على بعض الإضافات مثل تابيوكا، نشا الذرة، الخ. تحتوى نودلز الأرز سريعة التحضير على إضافات أخرى مثل: غلوتين القمح، صمغ الغوار، النشاء الصالحة للأكل وإلخ. في الأجزاء الجنوبية من كارناتاكا، يتكون شافيج من حبوب مختلفة ذات قوام مختلف. عندما تصنع من الراغي أو الدخن، تكون الشعيرية أكثر امتلاءً، بينما عندما تصنع من الأرز أو القمح تكون الخيوط أرق.

## «سيفاي» مقابل «إيديابام»
سيفاي مشابهة لــ أيديابام في المكونات والتحضير. لكن على عكس أيديابام، عادةً ما يتم كسر أو تقطيع سيفاي، بدلاً من أكوام المعكرونة. بهذه الطريقة، يتم التعامل مع سيفاي كبديل للأرز تقريبًا. على النقيض من ذلك، يتم تقديم أيديابام غالباً كبديل لـأبام مع الأطباق الجانبية مثل الكاري أو قورمة.
المكبس المستخدم لصنع سيفاي وأيديابام، واحد في الأساس. تقليدياً، لا يتم تقديم سيفاي أيضًا مع أطباق الكاري الجانبية الأخرى، لكن بالأحرى، يتم خلطها مع نكهة مثل الليمون، معجون التمر الهندي، جوز الهند أو أودينا بودي (نوع من المسحوق مصنوع من العدس الأسود في كارناتاكا). يُطلق عليه شافياج في كارناتاكا، ويمكن أيضًا تحضيرها بالخضروات المطبوخة وتلطيفها بالتوابل مع رشفة من عصير الليمون.
يتم تقديم سيفاي عادةً في تاميل نادو، وغيرها من مجتمعات جنوب الهند، كـوجبة إفطار أو طبق غداء، ولكن أيضا يتم تقديمها كـحلوى مثل باياسام عند طهيها في الحليب مع الهال أو غيرها من البهارات والسكر. يحتوي مطبخ منطقة كونغو في تاميل نادو، على نوع مختلف من هذا باسم سانثاغاي ويتم تضمينها في طقوس حفل الزفاف في المنطقة. في منطقة مال نادو في كارناتاكا، يمكن تقديمها مع الدجاج بالكاري، على عكس الطريقة التي يتم تقديمها عادةً في أجزاء أخرى من جنوب الهند. تختلف مجتمعات سانكيثاي أيضًا عن القاعدة في أنها تعد أيديابام، وتُقدمها مثل سيفاي، بنكهة الليمون أو التمر الهندي أو أودينا بودي. يُمكن صنع أنواع أخرى من سيفاي (أو أيديابام لهذه المسألة) باستخدام راغي، الذرة البيضاء، أو غيرها من الحبوب، التي يتم تقديمها بسهولة مع مرافقات مثل: حليب جوز الهند المحلى ومساحيق الطعام المختلفة التي تشمل مسحوق الحمص والسمسم. في سانثاكاي تاميل نادو، غالباً ما يتم إضافة نكهة الليمون، التمر الهندي، والطماطم، وجوز الهند واللبن الرائب وغيرها، وعادة ما تُؤكل دافئة.